# Super Meat Boy
Super Meat Boy es un videojuego de plataformas diseñado por Edmund McMillen y Tommy Refenes bajo el nombre colectivo de «Team Meat» y publicado originalmente por Microsoft Game Studios en 2010. Fue autoeditado como sucesor de Meat Boy, un juego Flash de 2008 diseñado por McMillen y Jonathan McEntee. En el juego, el jugador controla a Meat Boy, un personaje rojo con forma de cubo, mientras intenta rescatar a su novia, Bandage Girl, del antagonista del juego, el Dr. Fetus. El juego se caracteriza por un control preciso y una sincronización de fracciones de segundo, mientras el jugador corre y salta a través de más de 300 niveles peligrosos mientras evita obstáculos. El juego también admite la creación de niveles creados por los jugadores. Super Meat Boy se lanzó por primera vez en Xbox 360 a través de Xbox Live Arcade en octubre de 2010 y luego se transfirió a Microsoft Windows, OS X, Linux, PlayStation 4, PlayStation Vita, Wii U y Nintendo Switch. Se estaba desarrollando una versión para Wii, pero finalmente fue cancelada.
El desarrollo del juego comenzó a principios de 2009. McMillen trabajó en el diseño de niveles y el arte, mientras Refenes lo codificaba. La banda sonora del juego fue escrita por Danny Baranowsky, quien también había trabajado en el Meat Boy original. Super Meat Boy ganó varios premios y ha sido citado como uno de los mejores videojuegos de todos los tiempos. Los críticos elogiaron los controles, el arte, la banda sonora y la jugabilidad desafiante del juego. El juego también fue un éxito comercial, vendiendo más de un millón de copias en enero de 2012. Una secuela, Super Meat Boy Forever, se lanzó el 23 de diciembre de 2020, sin la participación de McMillen.

## Jugabilidad
Super Meat Boy es un videojuego de plataformas en el que los jugadores controlan a un pequeño personaje de color rojo oscuro con forma de cubo llamado Meat Boy, que debe salvar a su novia Bandage Girl, con forma de cubo y fuertemente vendada, del malvado científico Dr. Fetus. El juego está dividido en capítulos, que en conjunto contienen más de 300 niveles. Los jugadores intentan llegar al final de cada nivel, representado por Bandage Girl, mientras evitan bloques que se desmoronan, hojas de sierra y varios otros obstáculos fatales. El jugador puede saltar y correr sobre plataformas, y puede saltar o deslizarse por las paredes. La jugabilidad principal requiere un control preciso y una sincronización de una fracción de segundo, y se comparó, tanto en cuanto a jugabilidad como a nivel de dificultad, con juegos de plataformas tradicionales como Super Mario Bros. y Ghosts 'n Goblins.
Los niveles de cada capítulo se pueden jugar en cualquier orden, pero es necesario completar una cierta cantidad de niveles para acceder a la etapa del jefe, que desbloquea el siguiente capítulo si se completa. El jugador tiene un número ilimitado de intentos para completar cada nivel. Si Meat Boy muere, inmediatamente reinicia el nivel, aunque el jugo de carne roja ornamental que queda en las superficies que el jugador ha tocado permanece. Una función de repetición, a la que se puede acceder después de completar un nivel, muestra simultáneamente todos los intentos del jugador para completar el nivel. Completar un nivel dentro de un tiempo determinado obtiene una calificación «A+», que desbloquea una versión alternativa más difícil del nivel en el «mundo oscuro», un conjunto opcional de niveles especialmente difíciles. Se accede a etapas ocultas llamadas zonas de deformación buscando portales en niveles específicos. Estas zonas warp cuentan con niveles de bonificación que tienen el estilo artístico de los videojuegos más antiguos y un límite de tres vidas, o siguen el modelo de otro videojuego independiente como Castle Crashers o [{Braid (videojuego)|Braid]]. El jugador puede controlar personajes distintos de Meat Boy, muchos de los cuales aparecieron por primera vez en otros videojuegos independientes. Cada personaje tiene atributos diferentes, como la capacidad de Commander Video de flotar momentáneamente en el aire. Estos personajes se pueden desbloquear recolectando vendajes colocados a lo largo de los niveles del juego o completando ciertas zonas de deformación. Algunas vendas solo se pueden recolectar usando ciertos personajes. Algunos niveles, como las zonas de deformación y los niveles de jefes, solo se pueden jugar con personajes específicos. Los personajes disponibles varían según la versión del juego que se juegue.
La versión Xbox Live Arcade (XBLA) presenta un modo desbloqueable llamado «Teh Internets», que se actualiza con niveles nuevos, gratuitos y seleccionados oficialmente. La versión para PC tiene una sección «Super Meat World», que permite a los usuarios jugar y calificar niveles adicionales que los jugadores han creado con un editor de niveles. Este editor fue publicado en mayo de 2011. Los jugadores también pueden acceder a un modo de desarrollador no compatible dentro del juego para editar sus propios niveles utilizando las herramientas «brutas» que Team Meat utilizó para crear el juego.

## Historia
Meat Boy vive con su novia Bandage Girl. Un día, Bandage Girl es secuestrada por el Dr. Fetus, un feto inteligente con un traje de soporte vital. Meat Boy luego persigue a Fetus, hasta que Fetus quema el bosque e intenta matar a Meat Boy en su «Lil Slugger», que es destruido después de que Meat Boy lo engaña para que corra hacia un montón de sierras. Fetus escapa a un hospital abandonado, donde desata C.H.A.D., un monstruo gigante hecho de sangre. Meat Boy le muestra el sol al monstruo y lo redime, pero luego continúa tras Fetus, quien va a su fábrica de sal. Allí, se crea un clon de Meat Boy hecho de heces llamado Brownie, lo que lleva a una carrera entre los dos, presumiblemente matando a Brownie. Fetus va al infierno, donde Meat Boy descubre que cada vez que muere, su cadáver es enviado allí. Little Horn, un monstruo al estilo Meat Boy formado por estos cadáveres, ataca a Meat Boy. Después de que Meat Boy derrota a Little Horn, Fetus escapa y activa una bomba nuclear, que abre un camino hacia el mundo superior. Meat Boy es atraído allí para luchar contra tres gusanos llamados Larries Lament.
En el nivel final, el Dr. Fetus corre tras Meat Boy, quien destruye el puente en el que se encuentra, destruyendo el sistema de soporte vital de Fetus. Fetus intenta matar a Meat Boy y Bandage Girl haciendo explotar sus instalaciones, pero Brownie aparece y los salva a los dos mientras se sacrifica. Mientras Bandage Girl abraza a Meat Boy después de escapar, Fetus de repente aterriza sobre Bandage Girl y trata de golpearla mientras el juego pasa a los créditos. Si el Dr. Fetus es golpeado en el Mundo Oscuro, en el final real se muestra que los ataques de Fetus fueron ineficaces y Bandage Girl procede a pisotearlo.

## Desarrollo y marketing
El Meat Boy original es un juego de Adobe Flash creado por Edmund McMillen y programado por Jonathan McEntee. El juego se desarrolló durante un período de tres semanas y se lanzó en Newgrounds el 5 de octubre de 2008. En abril de 2009, había obtenido más de 840.000 visitas en Newgrounds y 8 millones en total. El 8 de diciembre de 2008 se lanzó un paquete de mapas para la versión Flash. McMillen comenzó el desarrollo de Super Meat Boy después de que Nintendo y Microsoft le pidieran que creara un juego para sus servicios de descarga, WiiWare y Xbox Live Arcade, ya que quedaron impresionados por el éxito de sus juegos Flash Aether y Meat Boy. En ese momento, estaba trabajando con Tommy Refenes en un juego flash titulado Gray Matter. Aunque McMillen inicialmente les propuso a las compañías una secuela de Gish o Aether, la pareja decidió formar Team Meat y trabajar en una versión ampliada de Meat Boy. Team Meat también incluye al compositor de la banda sonora Danny Baranowsky y al diseñador de efectos de sonido Jordan Fehr. Según los desarrolladores, Super Meat Boy es «un gran retroceso a muchos clásicos súper duros de NES como Ghosts 'n Goblins, Mega Man y la versión japonesa de Super Mario Bros. 2», con la trama escrita como «una combinación de todas las historias de videojuegos de principios de los 90». El juego fue diseñado explícitamente por el equipo para recordar a Super Mario Bros., y McMillen lo consideró un homenaje a Shigeru Miyamoto, el desarrollador de Super Mario Bros.

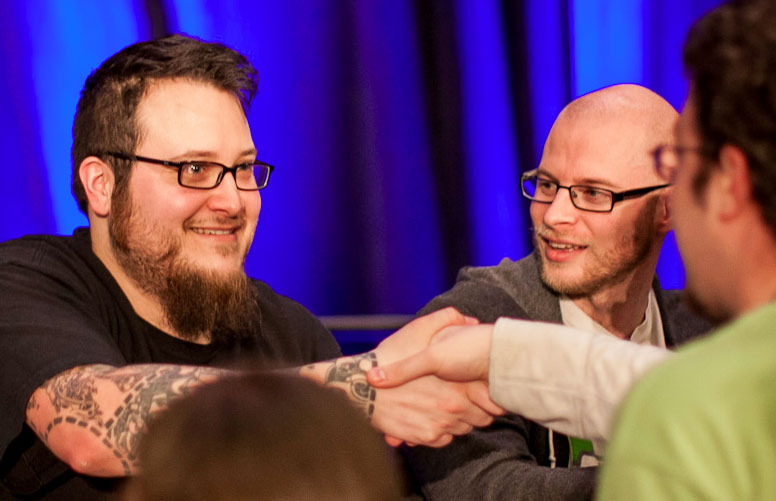
McMillen y Refenes en el panel GDC de Indie Game: The Movie en 2012

McMillen trabajó en el diseño de niveles y el arte, mientras que Refenes codificó el juego; fue probado principalmente por la pareja y sus familias. McMillen y Refenes vivían en lados opuestos de los Estados Unidos y solo se reunieron en persona unas pocas veces mientras trabajaban en el juego. Desarrollaron el esquema de control iterando a través de varios diseños, tratando de encontrar uno que pareciera fluido y lógico. En lugar de utilizar un motor de juego prediseñado, Refenes programó uno original. Inicialmente, el juego estaba configurado para incluir alrededor de 100 niveles y tener modos multijugador cooperativo y competitivo. Sin embargo, durante el desarrollo, se eliminó la opción multijugador y la cantidad de niveles aumentó considerablemente. La pareja diseñó el juego para que fuera deliberadamente «retro», imitando la estética de los juegos de plataformas tradicionales, pero con una sensibilidad moderna en cuanto a la dificultad. Querían que el juego fuera gratificante y desafiante, en lugar de frustrante; para ello incluyeron vidas infinitas, reinicios rápidos de niveles, objetivos obvios y niveles cortos. Sintieron que la función de repetición transformaba la muerte en una forma de recompensa.
El desarrollo de Super Meat Boy comenzó en enero de 2009. Inicialmente anunciado para WiiWare y PC, el juego debía lanzarse en el primer trimestre de 2010. La fecha de lanzamiento se retrasó hasta el cuarto trimestre porque los desarrolladores querían más tiempo para crear niveles adicionales, como los mundos oscuros. Una imagen publicada en la página de Twitter de Team Meat el 22 de febrero de 2010 reveló que el juego también se lanzaría para XBLA. Al día siguiente, anunciaron que, si bien todas las versiones se lanzarían en el mismo mes, el juego se lanzaría primero para XBLA debido a «obligaciones contractuales». En agosto de 2010, Microsoft se puso en contacto con los desarrolladores con la perspectiva de su inclusión en la promoción GameFeast XBLA de otoño de 2010 de Microsoft dos meses después. Como casi se habían quedado sin dinero, no creían que pudieran mantenerse financieramente hasta el evento de primavera, pero sintieron que les quedaban cuatro meses de trabajo por completar en el juego. Durante los dos últimos meses de desarrollo trabajaron a diario, durmieron cinco horas por noche y con frecuencia se olvidaron de comer, un proceso que McMillen dijo que «nunca volvería a pasar voluntariamente» nuevamente. Según McMillen, debido a las bajas expectativas de Microsoft para el juego, Super Meat Boy fue ligeramente promocionado. El nivel de promoción no aumentó durante GameFeast, aunque el juego superó con creces al resto de los juegos del evento. El equipo describió el esfuerzo requerido para terminar el juego para la promoción como «con diferencia, el mayor error que cometieron durante el desarrollo de SMB». Su lucha por el desarrollo se describe en el documental Indie Game: The Movie. El juego se lanzó en XBLA en octubre de 2010 y en PC a través de Steam y Direct2Drive un mes después. McMillen señaló que la versión para PC recibió más promoción que la versión XBLA. En noviembre de 2011 se lanzó una versión para Mac OS X, mientras que en diciembre de 2011 se lanzó otra versión para sistemas operativos Linux como parte del paquete de juegos Humble Indie Bundle #4.
Debido a la falta de interés inicial de Sony en el juego, Team Meat asumió obligaciones contractuales que prohibían que Super Meat Boy se lanzara alguna vez en PlayStation 3.Debido a la falta de interés inicial de Sony en el juego, Team Meat asumió obligaciones contractuales que prohibían que Super Meat Boy se lanzara alguna vez en PlayStation 3. A pesar de esto, finalmente se anunció una versión para PlayStation 4 y PlayStation Vita. La versión de WiiWare fue cancelada porque el tamaño del archivo del juego se había ampliado más allá de los límites impuestos por Nintendo. Team Meat consideró lanzarlo como un juego minorista de Wii, pero todos los editores externos a los que se acercaron les dijeron que un título económico no sería rentable tan tarde en el ciclo de vida de la Wii. Finalmente se lanzaron versiones del juego para los siguientes sistemas de Nintendo, Wii U y la Switch. Los ports de PlayStation 4, PlayStation Vita, Wii U y Switch fueron producidos por BlitWorks. La versión Switch incluye un «Modo Carrera» exclusivo de la plataforma, que permite a dos jugadores en la pantalla dividida del Switch y usando Joy-Con separados para correr a través de conjuntos de niveles. Este modo se agregó a la versión de Windows en octubre de 2018.
En abril de 2011 se lanzó una versión comercial de edición limitada del juego para PC. Incluía bonificaciones como videos detrás de escena, un disco de muestra de la música del juego y un cómic de Super Meat Boy. En 2012, Team Meat comenzó a crear prototipos de una versión del juego para iOS y Android. El juego pretendía ser una versión diferente del concepto de Super Meat Boy que está más adaptado a los controles de pantalla táctil que un port directo. Este proyecto se convertiría en el nuevo juego de carreras sin fin Super Meat Boy Forever, revelado en 2014 en la convención de videojuegos PAX.
Team Meat lanzó varios productos relacionados con Super Meat Boy. Estos incluyen Super Meat Boy Handheld, una aplicación para iOS lanzada el 3 de abril de 2010 y diseñada para una computadora de mano Tiger Electronics. Fue lanzado como una broma después de que el juego Zits & Giggles de Refenes fuera eliminado de iTunes Store luego de una declaración de Refenes que comparaba el iPhone con una computadora de mano Tiger. McMillen ha lanzado un microjuego Super Meat Boy para WarioWare: D.I.Y. Team Meat vende amuletos, peluches y carteles relacionados con el juego, así como camisetas, pegatinas, pelotas antiestrés y un cómic de edición limitada de Super Meat Boy. En 2011, Voxelous lanzó un conjunto de cuatro figuras de Super Meat Boy de Meat Boy, Bandage Girl, Brownie y Tofu Boy, y luego hizo figuras de Commander Video, Jill, Ogmo y Dr. Fetus.

### Música

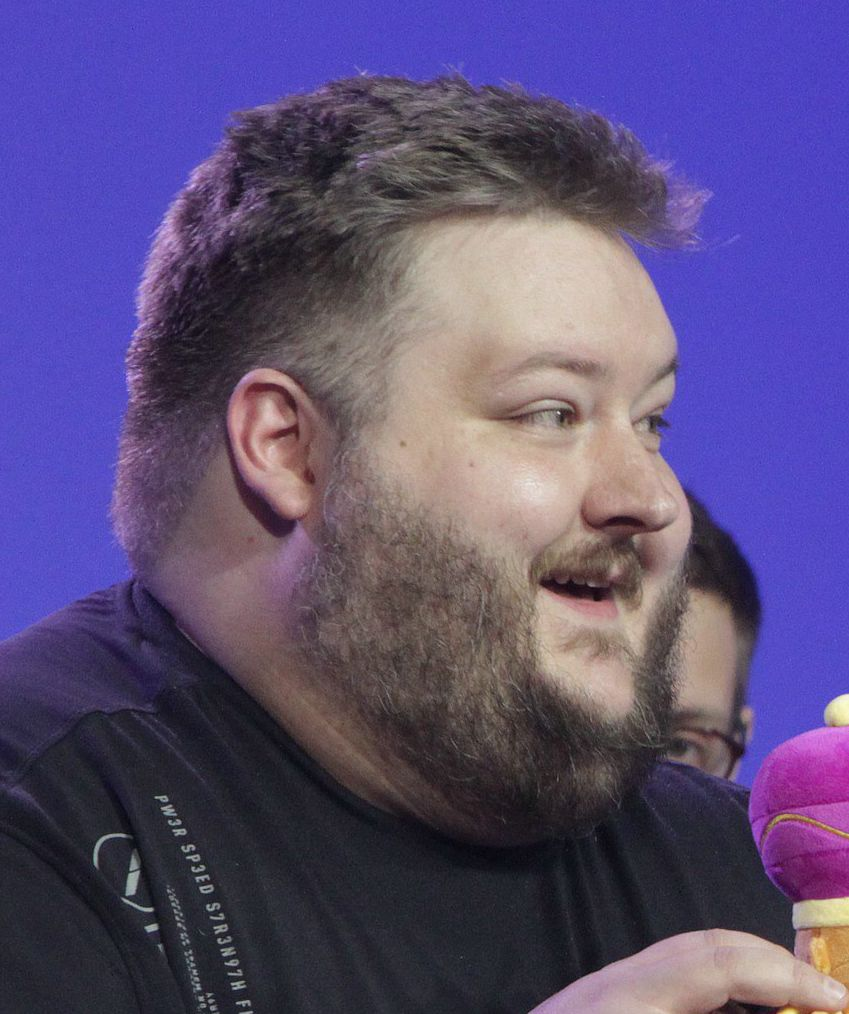
Danny Baranowsky es el compositor del juego.

La banda sonora de Super Meat Boy fue compuesta por Danny Baranowsky, quien anteriormente compuso las bandas sonoras de los videojuegos independientes Canabalt, Cortex Command y Gravity Hook. También compuso la música del Meat Boy original. McMillen conocía el otro trabajo de Baranowsky y se acercó a él al final del desarrollo de Meat Boy y le pidió que le proporcionara las pistas que tuviera a mano. Para la banda sonora de Super Meat Boy, Baranowsky incorporó la música que había proporcionado para Meat Boy en una banda sonora ampliada. Intentó asegurarse de que la música acompañara la acción en la pantalla sin dominar los efectos de sonido. A Baranowsky se le dio total libertad para la música del juego y retuvo todos los derechos; McMillen creía que invertir más en el juego permitiría a Baranowsky expresar la parte de él que era «maníaca, obsesiva, compleja y llena de vida». McMillen siente que la banda sonora «acelera tu ritmo cardíaco, complementa cada aspecto de su juego y permanece contigo durante días».
El 26 de octubre de 2010, la banda sonora del juego se lanzó como un álbum de solo descarga a través de la tienda en línea Bandcamp titulado Super Meat Boy! Soundtrack. Esta versión presenta 34 pistas y una duración de 100 minutos, e incluye varias remezclas de pistas del juego. El 11 de enero de 2011, Baranowsky y Team Meat lanzaron una banda sonora de edición especial en Bandcamp como álbum físico y descargable. Esta edición incluye un segundo disco de canciones no incluidas en el lanzamiento original, así como remezclas adicionales. El álbum, titulado Nice to Meat You, tiene un total de 73 pistas, dura 2 horas y 25 minutos y presenta la carátula del álbum de McMillen. Se lanzaron tres pistas musicales del juego como contenido descargable para Rock Band 3 en junio de 2011.
La música de Baranowsky no se utilizó para las versiones de PlayStation 4, Nintendo Wii U, Nintendo Switch y PlayStation Vita, ya que «ya no [tenía] una relación de trabajo con Team Meat» y no podían ponerse de acuerdo sobre los términos de la licencia. En cambio, esas versiones del juego cuentan con una banda sonora compuesta por Ridiculon (Matthias Bossi y Jon Evans), David «Scattle» Scatliffe y Laura Shigihara, quienes anteriormente trabajaron en juegos como The Binding of Isaac: Rebirth, Hotline Miami y Plantas contra Zombies respectivamente. Un álbum de banda sonora para la nueva música, titulado Songs in the Key of Meat: Music from SMB 5th Anniversary, fue lanzado en Bandcamp el 6 de octubre de 2015. El 13 de abril de 2017, Tommy Refenes presentó la banda sonora alternativa en el port de PC.
Lista de canciones de Nice to Meat You

| Disc 1  |                                  |          |  |
| N.º     | Título                           | Duración |  |
| 1.      | «Boy Meats Girl»                 | 01:04    |  |
| 2.      | «Super Meat Boy!»                | 00:38    |  |
| 3.      | «Forest Funk»                    | 03:00    |  |
| 4.      | «Ballad of the Burning Squirrel» | 02:51    |  |
| 5.      | «The Battle of Lil' Slugger»     | 02:14    |  |
| 6.      | «Betus Blues»                    | 03:12    |  |
| 7.      | «C.H.A.D.'s Broken Wind»         | 03:46    |  |
| 8.      | «C.H.A.D.'s Lullaby»             | 02:25    |  |
| 9.      | «Can o' Salt»                    | 03:20    |  |
| 10.     | «Rocket Rider»                   | 03:00    |  |
| 11.     | «Fast Track to Browntown»        | 02:24    |  |
| 12.     | «Hot Damned»                     | 02:54    |  |
| 13.     | «Devil N' Bass»                  | 02:40    |  |
| 14.     | «Meat Golem»                     | 02:45    |  |
| 15.     | «It Ends»                        | 03:23    |  |
| 16.     | «Dr. Fetus' Castle»              | 03:02    |  |
| 17.     | «Larries' Lament»                | 02:49    |  |
| 18.     | «It Ends 2: End Harder»          | 03:06    |  |
| 19.     | «Carmeaty Burana»                | 04:25    |  |
| 20.     | «Escape!»                        | 02:36    |  |
| 21.     | «End Credits»                    | 01:38    |  |
| 22.     | «McLarty Party People»           | 03:00    |  |
| 23.     | «Meat Spin»                      | 01:41    |  |
| 24.     | «Forest Funk RETRO»              | 03:00    |  |
| 25.     | «Betus Blues RETRO»              | 03:12    |  |
| 26.     | «Can o' Salt RETRO»              | 03:20    |  |
| 27.     | «Hot Damned RETRO»               | 02:53    |  |
| 28.     | «It Ends RETRO»                  | 03:24    |  |
| 1:17:42 |                                  |          |  |

| Disc 2  |                                                                     |          |  |
| N.º     | Título                                                              | Duración |  |
| 1.      | «A_Rival – mAEt b0y (REMIX)»                                        | 04:40    |  |
| 2.      | «Benjamin Briggs – Spoiled R0TT3N (REMIX)»                          | 03:28    |  |
| 3.      | «Mattias Häggström Gerdt – MATTIAS' MANMEAT MIX (REMIX)»            | 03:25    |  |
| 4.      | «George "Android-Music" Dziov – Metal Meat (REMIX)»                 | 03:20    |  |
| 5.      | «Inverse Phase – Boss Burger N' Chips (REMIX)»                      | 03:33    |  |
| 6.      | «C418 – Meatcraft (REMIX)»                                          | 03:31    |  |
| 7.      | «Josh Whelchel – Power of the Meat (feat. Melinda Hershey) (REMIX)» | 05:31    |  |
| 8.      | «Trailer Intro»                                                     | 01:09    |  |
| 9.      | «Meat Boy (Flash) – Title»                                          | 01:14    |  |
| 10.     | «World Map Theme»                                                   | 01:12    |  |
| 11.     | «Meat Fighter II»                                                   | 00:27    |  |
| 12.     | «Dun Dun Dun!!!»                                                    | 00:05    |  |
| 13.     | «Chapter 1 Menus»                                                   | 01:08    |  |
| 14.     | «Meat Boy (Flash) – Forest»                                         | 01:43    |  |
| 15.     | «The Tragic Squirrel»                                               | 00:53    |  |
| 16.     | «Wups!»                                                             | 00:02    |  |
| 17.     | «Meatroidvania»                                                     | 00:06    |  |
| 18.     | «Chapter 2 Menus»                                                   | 01:08    |  |
| 19.     | «...And Potatoes»                                                   | 01:20    |  |
| 20.     | «Chapter 2 Cutscene Score»                                          | 00:43    |  |
| 21.     | «Chapter 3 Menus»                                                   | 01:08    |  |
| 22.     | «Meat Boy (Flash) – Salt Factory»                                   | 02:53    |  |
| 23.     | «Chapter 3 Cutscene Score»                                          | 00:33    |  |
| 24.     | «Chapter 4 Menus»                                                   | 01:08    |  |
| 25.     | «Chapter 4 Cutscene Score»                                          | 00:28    |  |
| 26.     | «Chapter 5 Menus»                                                   | 01:08    |  |
| 27.     | «Meat Boy (Flash) – Hell»                                           | 03:24    |  |
| 28.     | «It Ends with a Whimper»                                            | 03:05    |  |
| 29.     | «???»                                                               | 00:04    |  |
| 30.     | «Chapter 5 Cutscene Score»                                          | 00:17    |  |
| 31.     | «Chapter 6 Menus»                                                   | 01:33    |  |
| 32.     | «Chapter 6 Cutscene Score»                                          | 00:40    |  |
| 33.     | «The End Cutscene Score»                                            | 01:25    |  |
| 34.     | «Cotton Alley Menus»                                                | 01:08    |  |
| 35.     | «4-bit Meat Boy Theme»                                              | 00:30    |  |
| 36.     | «Internets Menus»                                                   | 00:51    |  |
| 37.     | «4-bit Internets Menus»                                             | 00:51    |  |
| 38.     | «8-bit Internets Levels»                                            | 01:41    |  |
| 39.     | «90's Ad Track»                                                     | 01:18    |  |
| 40.     | «World Map Theme (unused)»                                          | 01:12    |  |
| 41.     | «World Map Theme 2 (unused)»                                        | 01:34    |  |
| 42.     | «Character Select Theme (unused)»                                   | 00:34    |  |
| 43.     | «Character Select Theme 2 (unused)»                                 | 01:19    |  |
| 44.     | «Demo Cutscene Score»                                               | 00:23    |  |
| 45.     | «Dun Dun Duhn? (unused)»                                            | 00:04    |  |
| 1:07:58 |                                                                     |          |  |

## Recepción
Super Meat Boy recibió elogios de la crítica. Después de exhibirse en Penny Arcade Expo 2010, Super Meat Boy fue declarado Juego del Show por Destructoid y nominado para el mismo premio por Machinima.com. El juego recibió nominaciones para el Gran Premio y los premios Excelencia en Audio en el Independent Games Festival de 2010. Ganó el premio al Juego más desafiante en los premios Lo mejor de 2010 de IGN y recibió nominaciones a Mejor banda sonora y Mejor diseño retro. Fue votado como el mejor juego de consola descargable de GameSpot en 2010, y ganó el premio al Mejor Juego Descargable de GameTrailers. Las ventas fueron fuertes, con casi 140 000 unidades de la versión Xbox 360 vendidas a finales de 2010. Las versiones Steam y Xbox 360 habían vendido más de 600 000 copias combinadas en abril de 2011; 400 000 de estas ventas se realizaron a través de Steam. El 3 de enero de 2012, Team Meat anunció en Twitter que el juego había superado el millón de ventas.
Los críticos elogiaron los elementos de plataformas de Super Meat Boy y, a menudo, comentaron sobre la dificultad del juego. La crítica de X-Play, Alexandra Hall, dijo que el juego tenía «acción de plataformas fascinante» y agregó que «los diseñadores de Super Meat Boy son maestros en su oficio». Henry Gilbert de GamesRadar consideró que la plataforma era «perfecta». Escribió que «si bien siempre es duro y exigente, nunca se siente barato o como si el juego te estuviera engañando». Un crítico de GameTrailers afirmó que «la dificultad marca la línea perfecta entre volverte completamente loco cuando fallas y hacerte sentir como un profesional de plataformas cuando tienes éxito». Richard Mitchell, de Joystiq, se hizo eco de los comentarios de otros críticos: «Super Meat Boy es duro, tan duro como los clavos más duros del universo más duro». Gilbert citó el nivel de dificultad, que en su opinión hacía que el juego fuera inaccesible para algunos jugadores, como la razón para no otorgarle al juego una puntuación perfecta. Tom McShea de GameSpot elogió el «control preciso», el «excelente diseño de niveles», y la «curva de dificultad suave» del juego. El crítico Tom Bramwell de Eurogamer advirtió que Super Meat Boy es «un juego difícil. Debería hacerte querer tirar la almohadilla al otro lado de la habitación».
Los críticos dieron altas calificaciones a la dirección de arte retro y la presentación del juego. Mike Channel de Official Xbox Magazine apreció la variedad que se encuentra en cada conjunto de niveles. Afirmó que «si bien los gráficos pueden parecer toscos, la presentación es excepcional. Cada nivel tiene un estilo visual distinto». Daemon Hatfield, crítico de IGN, destacó la singularidad de la presentación visual del juego. Comentó que los niveles de la zona warp rinden homenaje a los juegos clásicos de 8 bits y elogió la banda sonora del juego: «La banda sonora chiptune es la mejor que he escuchado desde Scott Pilgrim vs. The World: The Game». Joe Leonard de 1UP.com señaló que el humor y la jugabilidad exagerada del juego ayudan a calmar las frustraciones relacionadas con la dificultad: «La mayor fortaleza de Super Meat Boy es que nunca se toma a sí mismo demasiado en serio; por muy exasperantes que sean algunos de los niveles, nunca podría permanecer enojado con el juego por mucho tiempo», dijo Leonard. El crítico de MTV Multiplayer, Russ Frushtick, elogió el diseño visual del juego. Apreció las escenas del juego, que señaló que son «[cortos] animados dibujados a mano que [tienen] más que un parecido pasajero con la introducción de un videojuego clásico».
Si bien el juego recibió grandes elogios en general, ciertas publicaciones expresaron quejas. Hatfield notó que las escenas tenían valores de producción bajos y afirmó que «no tienen el brillo del resto del juego». El crítico de PC Gamer mencionó «algunos errores menores que aún no se han corregido». Eduardo Reboucas de Game Revolution dijo que «muchos de los niveles de Super Meat Boy dependen demasiado de los reflejos de contracción y de la memorización de prueba y error». También afirmó que «hay algunos fragmentos de humor higiénico aquí y allá que son un fracaso», y que el alto nivel de dificultad del juego «hará que la mayoría de los jugadores ocasionales se alejen». Mitchell Dyer de GamePro estuvo de acuerdo y dijo que ciertos niveles «absurdamente difíciles» rompieron el flujo del juego, especialmente en los niveles de los jefes y los capítulos posteriores.

## Legado
Meat Boy ha hecho cameos en los videojuegos Bit.Trip Runner, Bit.Trip Fate y Bit.Trip Presents... Runner2: Future Legend of Rhythm Alien, así como en Spelunky, Dust: An Elysian Tail, Ori and the Blind Forest, Retro City Rampage, ilomilo e Indie Pogo. Personas por el Trato Ético de los Animales (PETA) lanzó un juego flash de parodia, Super Tofu Boy, el 1 de diciembre de 2010, para protestar contra el juego y promover el veganismo. En respuesta, Team Meat agregó su propia interpretación de Tofu Boy a la versión para PC del Super Meat Boy real el 2 de diciembre de 2010. El éxito del juego impulsó el desarrollo del videojuego independiente animado Cuphead, al estilo de los años 30, que también destaca por su dificultad.
El 29 de agosto de 2014, Team Meat anunció que se estaba desarrollando una secuela, Super Meat Boy Forever, para teléfonos inteligentes, tabletas y Steam. El juego permanecería en el limbo del desarrollo hasta que el proyecto se reiniciara en 2017, sin la ayuda de McMillen. En agosto de 2017, se confirmó el lanzamiento del juego para los sistemas Microsoft Windows, Nintendo Switch, PlayStation 4, Xbox One, iOS y Android. Las versiones de Switch y Windows se lanzaron en diciembre de 2020, seguidas de otras plataformas en 2021.